# Vegard Heggem
Vegard Heggem (Trondheim, Noruega, 13 de julio de 1975) es un exfutbolista noruego, se desempeñaba como lateral y volante derecho, se tuvo que retirar prematuramente en 2003 debido sus problemas con las lesiones.

## Clubes
| Club         | País       | Año         | Partidos | Goles |
| Rosenborg BK | Noruega    | 1995 - 1998 | 95       | 10    |
| Liverpool FC | Inglaterra | 1998 - 2003 | 57       | 3     |

## Palmarés
Rosenborg BK
- Premier League de Noruega: 1994-95, 1995-96, 1996-97
- Copa de Noruega: 1995

Liverpool FC
- Copa de la UEFA: 2001

- Datos: Q719749